# 汪亞塵
汪亞塵（1894年—1983年10月13日），名松年，改名亞塵，號雲隱，浙江杭县（今杭州）人，原籍安徽太平（今黄山）。
1915年與陳抱一組建東方畫會。1916年赴日留學，1921年畢業於東京美術學校西畫系，同年回國，受聘於上海美術專科學校，任西畫教授，後兼教務主任。1928年赴法國學習。1931年在上海舉辦了旅歐作品展。後入新華藝術專科學校任教務長兼師範學校校長。汪亞塵擅長花鳥蟲魚，從西洋繪畫入手，並深研中國傳統技法，融合中西，以畫金魚著稱；三十年代，汪亞塵的金魚、徐悲鴻的馬、齊白石的蝦並稱三絕。

## 生平
17岁中学毕业，18岁后离家赴上海，入乌始光、刘海粟等创办的上海图画美术院任教师。一年后辞去教职，与乌始光办华达公司，专为照相馆、戏院画大幅布景广告。汪亚尘早年亦多著述文字，善书，与书法家沈尹默为师友之交。
1916年赴日本，翌年考入东京美术学校。1921年学成归国，受聘于上海美术专科学校，任西画教授，兼授理论课。此时期开始发表研究美术的文章。
1928年底，赴法国学习。1931年底返国，在上海举办了旅欧作品展。他从欧洲回国后，集中研究改革中国画。不久，入新华艺术专科学校任教务长兼师范学校校长。他将旅欧节省的1.4万元移借新华艺术专科学校，以买地、建校舍，并聘请王个簃、汪声远、张聿光、张善孖、陆一飞、顾坤伯、周碧初、吴恒勤、姜丹书等为教师。1937年春，同朱屺瞻赴日本考察美术教育，拜访了横山大观，购买了一批图书与石膏像。抗日战争爆发后，他拒绝了日方请他出面办学的邀请。
1947年，汪亚尘赴美国考察美术，先后受邀于耶鲁大学、哈佛大学、哥伦比亚大学执教暑期绘画班、教授花鸟鱼虫、介绍中国画。
1975年，汪亚尘回国探亲。
1980年7月，经由台湾、香港辗转回到上海，1983年10月13日于上海逝世。

## 任职
历任上海美专、新华艺专教务主任兼教授、新华艺术师范学校校长，并主编《时事新报》“学灯”栏目数年。

## 特色与作品
汪亚尘的油画主要学习欧洲浪漫主义和印象主义画风，兼作写实主义作品。
著有《汪亚尘艺术论文集》、《汪亚尘美术教授书》、《亚尘油画集》、《汪亚尘书画集》等。